# Alexis & Fido
Alexis & Fido, ook wel bekend als Los Pitbulls en Los Presidentes, zijn een Latin Grammy genomineerd reggaetonduo uit Puerto Rico. Het duo bestaat uit Raúl Alexis Ortíz en Joel Fido Martínez. Ze zijn directeurs en mede-oprichters van het label Wild Dogz Music.

## Discografie

### Studioalbums
- 2005: The Pitbulls
- 2006: Los Reyes Del Perreo
- 2007: Sobrenatural
- 2009: Down To Earth
- 2011: Perreologia
- 2012: Piden Perreo... Lo Más Duro
- 2014: La Esencia
- 2020: La Escuela
- 2021: Barrio canino: parte 1
- 2022: Barrio canino: parte 2

| Jaar | Titel                                                             | Positie in hitlijsten | Positie in hitlijsten | Positie in hitlijsten    | Verkoop en certificeringen                                       |
| Jaar | Titel                                                             | 200                   | U.S. Latin Albums     | U.S. Latin Rhythm Albums | Verkoop en certificeringen                                       |
| ---- | ----------------------------------------------------------------- | --------------------- | --------------------- | ------------------------ | ---------------------------------------------------------------- |
| 2005 | The Pitbulls - Eerste studioalbum - Formats: cd, Digitaal         | 164                   | 4                     | 2                        | - Verkoop in V.S.: 200,000+ - RIAA-certificatie: Platinum & Goud |
| 2006 | Los Reyes Del Perreo - Tweede studioalbum - Formats: cd, Digitaal | -                     | 26                    | 12                       | - Verkoop in V.S.: 75,000+ - RIAA-certificatie: -                |
| 2007 | Sobrenatural - Derde studioalbum - Formats: cd, Digitaal          | -                     | 11                    | 2                        | - Verkoop in V.S.: 105,000+ - RIAA-certificatie: Goud            |
| 2009 | Down To Earth - Vierde studioalbum - Formats: cd, Digitaal        | -                     | 5                     | 2                        | - Verkoop in V.S.: - - RIAA-certificatie: -                      |
| 2011 | Perreologia - Vijfde studioalbum - Formats: cd, Digitaal          | -                     | -                     | -                        | - Verkoop in V.S.: - - RIAA-certificatie: -                      |

### Singles
| Jaar | Single                                       | Positie in hitlijsten | Positie in hitlijsten     | Positie in hitlijsten   | Album                |
| Jaar | Single                                       | US Hot Latin Tracks   | US Latin Tropical Airplay | US Latin Rhymth Airplay | Album                |
| ---- | -------------------------------------------- | --------------------- | ------------------------- | ----------------------- | -------------------- |
| 2005 | "Eso Ehh...!!"                               | 7                     | 6                         | 6                       | The Pitbulls         |
| 2006 | "Agárrale El Pantalón" (feat. Zion & Lennox) | 36                    | —                         | 14                      | The Pitbulls         |
| 2006 | "Me Quiere Besar"                            | 18                    | 15                        | 6                       | Los Reyes Del Perreo |
| 2007 | "5 Letras"                                   | 24                    | 34                        | 5                       | Sobrenatural         |
| 2007 | "Soy Igual Que Tú" (feat. Toby Love)         | 13                    | 8                         | 1                       | Sobrenatural         |
| 2008 | "Sobrenatural"                               | —                     | 30                        | 6                       | Sobrenatural         |
| 2008 | "Súbete"                                     | —                     | —                         | 6                       | Down To Earth        |

- "Eso Ehh...!!" kwam ook tot de twintigste plek in de Billboard Under Hot 100 Songs.

### Eindejaarshitlijsten
| Single            | Hitlijst                 | Positie |
| ----------------- | ------------------------ | ------- |
| "Eso Ehh...!!"    | Hot Latin Rhythm Airplay | 13      |
| "Eso Ehh...!!"    | Hot Latin Songs          | 29      |
| "5 Letras"        | Hot Latin Rhythm Airplay | 29      |
| "Me Quiere Besar" | Hot Latin Rhythm Airplay | 20      |

- Bibliothèque nationale de France: cb15061272r (data)
- International Standard Name Identifier: 0000 0000 9093 4894
- Library of Congress Control Number: n2010014968
- MusicBrainz: 37e20412-fd3b-43b2-9fd7-313cb92673ee
- Virtual International Authority File: 132910570